# ورخ-آللاک
ورخ-آللاک (به لاتین: Verkh-Allak) یک منطقهٔ مسکونی در روسیه است که در سرزمین آلتای واقع شده‌است.